# Every Country's Sun
Every Country's Sun è il nono album in studio del gruppo post-rock scozzese Mogwai, pubblicato nel 2017.

## Tracce
CD Standard
1. Coolverine – 6:17 (Barry Burns)
2. Party in the Dark – 4:02 (Stuart Braithwaite)
3. Brain Sweeties – 4:44 (Barry Burns, Dominic Aitchison, Stuart Braithwaite)
4. Crossing the Road Material – 6:58 (Stuart Braithwaite)
5. aka 47 – 4:16 (Barry Burns)
6. 20 Size – 4:44 (Dominic Aitchison)
7. 1000 Foot Face – 4:31 (Stuart Braithwaite)
8. Don't Believe the Fife – 6:24 (Barry Burns)
9. Battered at a Scramble – 4:03 (Dominic Aitchison)
10. Old Poisons – 4:30 (Dominic Aitchison, Stuart Braithwaite)
11. Every Country's Sun – 5:38 (Barry Burns)

Edizione Deluxe (CD 2)
1. Acoustic Wash (demo)
2. Baritone 2 (demo)
3. Bass Tuned to C (demo)
4. Bends (demo)
5. Frez (demo)
6. Ludicrous Ripper (demo)

## Formazione
- Dominic Aitchison
- Stuart Braithwaite
- Martin Bulloch
- Barry Burns